# La stella misteriosa
La stella misteriosa (L'Étoile mystérieuse) è il decimo albo della serie fumetti Le avventure di Tintin, realizzato dal fumettista belga Hergé e pubblicato nel 1943. La storia racconta del giovane reporter belga Tintin, che viaggia con il suo cane Milù e l'amico Capitano Haddock con una spedizione scientifica nell'Oceano Artico per trovare un meteorite caduto sulla Terra. La trama ha avuto due trasposizioni animate nel 1957 e nel 1991.

## Storia editoriale
La storia venne inizialmente pubblicata giornalmente sul quotidiano belga in lingua francese Le Soir, da ottobre 1941 a maggio 1942, durante l'occupazione tedesca del Belgio. 
La storia fu un successo commerciale e fu pubblicata in volume a colori di 62 pagine da Casterman poco dopo la sua conclusione. 

## Trama
Una sera, Tintin passeggia per la città insieme al cane Milù e nota nel cielo una stella di troppo nell'Orsa Maggiore. Incuriosito, si reca all'osservatorio astronomico dove, dopo una breve discussione con il custode, riesce a chiedere informazioni al direttore generale, il bizzarro Ippolito Calys. Egli riferisce che la stella estranea consiste in una grossa meteorite che nel giro della nottata entrerà in collisione con la Terra ponendo fine al pianeta. Tintin, sconvolto se ne va e tornando a casa, nota i danni provocati dal calore eccessivo e si imbatte con un tipo strano, il profeta Philippulus che avvisa tutta la folla che la stella è il castigo del diavolo.
Arrivato a casa si addormenta subito e viene svegliato da un terremoto. Inizialmente è convinto che sia la fine del mondo, poi scopre che si tratta solo di un "semplice terremoto" e corre felicissimo all'osservatorio dove il signor Calys sta lanciando libri addosso al suo assistente per aver sbagliato i calcoli astronomici: il meteorite, invece che colpire la Terra è passato ad una distanza di 45 000 Km. Dopo lo screzio iniziale, scopre che il terremoto è stato provocato da un frammento di meteorite caduto in mezzo al mare di Groenlandia e decide, insieme a Tintin di andare a cercarlo perché è formato da un metallo sconosciuto, battezzato dallo scienziato Calysteno.
Dopo tre mesi, è stata organizzata una vera e propria spedizione che deve partire a bordo del cargo Aurora alla ricerca del famoso meteorite. La nave è comandata dal fedele Capitano Haddock. Mentre la nave sta per salpare, uno sconosciuto fugge di corsa e Tintin cerca invano di fermarlo. Successivamente scoprono che il profeta Filippulus (che Tintin aveva già incontrato) in preda alla follia, vuol far saltare in aria la nave con un candelotto di esplosivo, poi, una volta arrestato, il radiotelegrafista capta casualmente un messaggio di un'altra nave, il Peray, che ha deciso di salpare a sua volta alla ricerca del meteorite in concorrenza alla Aurora. Una volta partiti, evitano miracolosamente una collisione con una nave misteriosa, (si scoprirà che era stata inviata dai vertici della spedizione Peray). Il giorno dopo il capitano Haddock decide di fermarsi a fare il pieno di nafta ma, l'azienda Golden Oil che ha il monopolio dei carburanti in tutto il paese, si rifiuta di venderlo al capitano dell'Aurora. La spedizione Peray è finanziata dalla banca proprietaria della Golden Oil. Haddock incontra un vecchio amico, il capitano Chester che anche lui deve rifornire la nave e Tintin ha un'idea: dato che l'Aurora è ormeggiata accanto alla nave del capitano Chester, mentre quest'ultimo fa rifornimento, un tubo collega il serbatoio della sua nave a quello dell'Aurora. Una volta ripartiti, ricevono un SOS da una nave sconosciuta che è in grave pericolo. Haddock, insieme agli scienziati, decide di cambiare rotta per andare in soccorso della nave, ma Tintin scopre con uno stratagemma che è un messaggio mandato dal Peray per depistarli. A quel punto forzano le macchine a tutta e Tintin decide di partire a bordo di un idrovolante per raggiungere prima il meteorite e piantare la loro bandiera sull'isola.
Una volta raggiunto il meteorite, Tintin e il pilota si accorgono che il Peray è già arrivato ma che ancora non hanno piantato la loro bandiera: Tintin si getta col paracadute e atterra sull'isola. Riesce finalmente a piantare la loro bandiera segnando la vittoria sotto gli occhi dell'equipaggio del Peray.
A missione compiuta, Tintin decide di rimanere sull'isola con Milù in attesa che arrivi l'Aurora (in ritardo per un problema ai motori) e quindi il pilota riparte verso la nave per andare a prendere dei viveri. In attesa dell'aereo, si accorgono che su quell'isola tutto tende a crescere in maniera spropositata: alberi, insetti e persino un ragno. Quando torna l'idrovolante, Tintin fa appena in tempo a recuperare un blocco di Calysteno perché il meteorite sprofonda per effetto del calore. Una volta salito sull'aereo, Tintin, Milù è il pilota ritornano a bordo dell'Aurora e festeggiano la scoperta del professor Calys. Nel frattempo, vengono arrestati per frode e sabotaggio tutti i componenti dell'equipaggio del Peray compreso il miliardario finanziere che stava a capo della spedizione.

## Altri media
La trama è stata adattata sia per la serie animata prodotta da Belvision del 1957, Les Aventures de Tintin, d'après Hergé, e per quella del 1991, Les Aventures de Tintin.